# Michael Kipyego
Pour les articles homonymes, voir Kipyego et Kipkorir.
Michael Kipkorir Kipyego (né le 2 octobre 1983 dans le district de Marakwet au Kenya) est un athlète kényan spécialiste du 3000 m steeple. Il gagne son premier marathon en 2012 à Tokyo.

## Principaux résultats
| Année | Compétition                           | Lieu                  | Résultat | Discipline              |
| ----- | ------------------------------------- | --------------------- | -------- | ----------------------- |
| 2002  | Championnats du monde junior          | Kingston, Jamaïque    | 1er      | 3 000 m steeple         |
| 2003  | Championnat du monde de cross-country | Lausanne, Suisse      | 4e       | Cross court             |
| 2003  | Championnat du monde de cross-country | Lausanne, Suisse      | 1er      | Cross court par équipes |
| 2006  | Finale mondiale                       | Stuttgart, Allemagne  | 4e       | 3 000 m steeple         |
| 2007  | Championnat du monde de cross-country | Mombasa, Kenya        | 6e       | Cross long              |
| 2007  | Championnat du monde de cross-country | Mombasa, Kenya        | 1er      | Cross long par équipes  |
| 2008  | Championnats d'Afrique                | Addis-Abeba, Éthiopie | 2e       | 3 000 m steeple         |
| 2014  | Marathon de Tokyo                     | Tokyo, Japon          | 4e       | 2 h 06 min 58 s         |

## Records personnels
- 1 500 m : 3:39.93 min (2005)
- 3 000 m : 7:53.18 min (2005)
- 3 000 m steeple : 8:10.66 min (2005)
- Marathon : 2:06:48 (2011)